# Матеанонг
Матеанонг (англ. Mateanong) — одна з місцевих громад, що розташована в районі Мокотлонг, Лесото. Населення місцевої громади у 2006 році становило 7 387 осіб.